# Jaroslav Honzík
Jaroslav Honzík, křtěný Jaroslav Antonín (5. září 1870 Plzeň – 2. dubna 1954 Praha), byl český malíř, grafik, architekt a pedagog.

## Život
Narodil se v Plzni v rodině krejčího Antonína Honzíka a jeho ženy Rosiny Čiperové. Jaroslav vyrůstal ještě s mladší sestrou Vilemínou. Po absolvování základního a nezbytného středního vzdělání pokračoval v Praze studovat architekturu na ČVUT. Po jejím absolvování dál pokračoval ve studiu na malířské akademii ve škole prof. M. Pirnera ve II. semestru školního roku 1895–1896 a celý školní rok 1896/1897, kde byl hodnocen známkou velmi dobře[zdroj⁠?!]. V dalším školení pak ještě pokračoval na mnichovské malířské akademii u profesora Ludwiga von Hertericha. Po návratu z Mnichova se koncem listopadu roku 1899 ve svém rodišti oženil s Marií Guldenerovou. Následně odcestovali do Paříže, kde se Jaroslav školil na Académie Julian postupně u prof. M. Bascheta, F. Schommera a R. Juliena. V září roku 1900 se mu ve vesnici Le Croisic, nacházející se v Bretani, kde v té době pobýval narodil syn Karel. Po návratu do vlasti se usadil v Praze a v letech 1909–1933 působil jako profesor na umělecko-průmyslové škole. V letech 1896–1913 byl členem spolku výtvarných umělců Mánes. Zemřel v dubnu roku 1954 v Praze.
Jaroslav Honzík jako architekt projektoval několik domů převážně v Plzni, účastnil se několika soutěží na monumentální budovy, ale převážně se věnoval malování. Jeho obrazy zobrazovaly poetické a pohádkové motivy, snové krajiny, mořské výjevy a lidové typy s Chodska.

## Dílo (výběr)
- Guldenerovský dům[8] v Plzni, na jeho místě byl po roce 1911 postaven podle jeho plánů nový dům
- Návrh vitráží v kostele sv. Bartoloměje[9] v Plzni
- Náhrobek E. Kroha[10] na ústředím hřbitově v Plzni

a mnoho dalších

## Zastoupení ve sbírkách
- Západočeská galerie v Plzni[11]
- Národní galerie v Praze[12]
- Moravská galerie v Brně[13]

## Výstavy

### Kolektivní (výběr)
- 1907/1908 Vánoční výstava českých umělců, Topičův salon, Praha
- 1971/1972 Český plakát 1890–1914, Uměleckoprůmyslové museum, Praha
- 1977 Das tschechische Kulturplakat 1890–1976, Dresdner Schloß, Drážďany
  - Das tschechische Kulturplakat 1890–1976, Ausstellungshallen Suhl, Suhl
- 1984 Česká kresba 20. století ze sbírek Alšovy jihočeské galerie, Alšova jihočeská galerie v Hluboké nad Vltavou (AJG), Hluboká nad Vltavou

## Galerie

Koně u moře (Pero, akvarel)
Koně na pláži (kvaš)
Před chrámem (kombinovaná technika)
Le Croisic